# Entente Rosport
L'Entente Rosport/USBC 01/Christnach est un club de football féminin situé à Berdorf au Luxembourg.

## Palmarès
- Finaliste de la Coupe du Luxembourg (1) : 2017